# Shoko Fujimura
Shoko Fujimura (jap. 藤村 祥子 Fujimura Shoko; * 26. April 1987 in Bihoro) ist eine ehemalige japanische Eisschnellläuferin.

## Werdegang
Fujimura nahm im November 2004 in Hamar erstmals am Eisschnelllauf-Weltcup teil, wobei sie den zehnten Platz in der Teamverfolgung errang. Bei den Juniorenweltmeisterschaften 2005 in Seinäjoki belegte sie den 14. Platz im Mehrkampf sowie den fünften Rang in der Teamverfolgung und bei den Juniorenweltmeisterschaften 2006 in Erfurt den achten Platz im Mehrkampf. Zudem holte sie dort die Bronzemedaille in der Teamverfolgung. Bei der Winter-Universiade im folgenden Jahr in Turin gewann sie ebenfalls die Bronzemedaille in der Teamverfolgung. Zudem lief sie dort auf den 14. Platz über 1500 m, auf den 11. Rang über 3000 m und auf den achten Platz über 5000 m. Auch bei der Winter-Universiade 2009 in Harbin nahm sie an vier Läufen teil, wobei dort der neunte Platz über 3000 m und der siebte Rang in der Teamverfolgung ihre besten Platzierungen waren. In der Saison 2013/14 kam sie bei der Mehrkampfweltmeisterschaft 2014 in Heerenveen auf den 20. Platz und bei den Olympischen Winterspielen 2014 in Sotschi auf den 15. Platz über 3000 m sowie auf den zehnten Rang über 5000 m. Bei den Asienmeisterschaften 2014 in Tomakomai gewann sie die Silbermedaille über 5000 m. In der folgenden Saison erreichte sie in Seoul mit dem zehnten Platz über 5000 m ihre beste Platzierung im Weltcupeinzel und wurde bei den Einzelstreckenweltmeisterschaften 2015 in Heerenveen Zehnte über 5000 m. Diese Platzierung wiederholte sie in der Saison 2015/16 beim Weltcup in Salt Lake City über 5000 m und siegte zudem in Nagano bei den japanischen Meisterschaften über 5000 m. Ihren letzten Weltcup absolvierte sie im November 2017 in Stavanger, welchen sie in der B-Gruppe auf dem 15. Platz über 5000 m beendete.

## Erfolge

### Olympische Spiele
- 2014 Sotschi: 10. Platz 5000 m, 15. Platz 3000 m

### Einzelstrecken-Weltmeisterschaften
- 2015 Heerenveen: 10. Platz 5000 m

### Mehrkampf-Weltmeisterschaften
- 2014 Heerenveen: 20. Platz Mehrkampf

### Asienmeisterschaften
- 2014 Tomakomai: 2. Platz 5000 m, 4. Platz 1500 m, 4. Platz 3000 m

## Persönliche Bestzeiten
| Disziplin | Zeit        | Datum              | Ort            |
| --------- | ----------- | ------------------ | -------------- |
| 500 m     | 41,04 s     | 15. Februar 2013   | Obihiro        |
| 1000 m    | 1:20,35 min | 20. Oktober 2017   | Calgary        |
| 1500 m    | 2:01,32 min | 29. Oktober 2011   | Nagano         |
| 3000 m    | 4:07,82 min | 21. September 2013 | Calgary        |
| 5000 m    | 7:06,10 min | 20. November 2015  | Salt Lake City |